# Стара Села
Стара Села (словен. Stara sela) — поселення в общині Камник, Осреднєсловенський регіон, Словенія. Висота над рівнем моря: 580 м.